# Ліквідатор (право)
Ліквідáтор  — це фізична особа, яка здійснює функції щодо припинення діяльності боржника, визнаного банкрутом, та забезпечує задоволення визнаних судом вимог кредиторів у встановленому порядку.

## Діяльність ліквідатора
Ліквідатор з дня свого призначення здійснює такі повноваження:
- приймає до свого відання майно боржника, вживає заходів по забезпеченню його збереження;
- виконує функції з управління та розпорядження майном банкрута;
- здійснює інвентаризацію та оцінку майна банкрута згідно з законодавством;
- аналізує фінансове становище банкрута;
- виконує повноваження керівника банкрута;
- очолює ліквідаційну комісію та формує ліквідаційну масу;
- пред'являє до третіх осіб вимоги щодо повернення дебіторської заборгованості банкруту;
- має право отримувати кредит для виплати вихідної допомоги працівникам, що звільняються внаслідок ліквідації банкрута, який відшкодовується в першу чергу за рахунок коштів, одержаних від продажу майна банкрута;
- з дня визнання боржника банкрутом та відкриття ліквідаційної процедури повідомляє працівників банкрута про звільнення. Виплата вихідної допомоги звільненим працівникам банкрута провадиться ліквідатором у першу чергу за рахунок коштів, одержаних від продажу майна банкрута або отриманого для цієї мети кредиту;
- заявляє в установленому порядку заперечення по заявлених до боржника вимогах поточних кредиторів за зобов'язаннями, які виникли під час провадження у справі про банкрутство, і є неоплаченими;
- подає до господарського суду заяви про визнання недійсними угод боржника;
- вживає заходів, спрямованих на пошук, виявлення та повернення майна банкрута, що знаходиться у третіх осіб;
- передає у встановленому порядку на зберігання документи банкрута, які відповідно до нормативно-правових документів підлягають обов'язковому зберіганню;
- реалізує майно банкрута для задоволення вимог, включених до реєстру вимог кредиторів;
- повідомляє про своє призначення державний орган з питань банкрутства в десятиденний строк з дня прийняття рішення господарським судом та надає державному органу з питань банкрутства інформацію для ведення єдиної бази даних щодо підприємств-банкрутів;
- звертається із запитами арбітражного керуючого, у тому числі щодо отримання копій документів, до органів державної влади, органів місцевого самоврядування, їх посадових і службових осіб, підприємств, установ, у тому числі банків, небанківських надавачів платіжних послуг, емітентів електронних грошей, депозитарних установ та інших професійних учасників ринків капіталу, організацій, громадських об’єднань, а також до фізичних осіб, та має право на отримання запитуваної інформації;
- здійснює інші повноваження, передбачені законом.